# Sieben Schönheiten (Ballett)

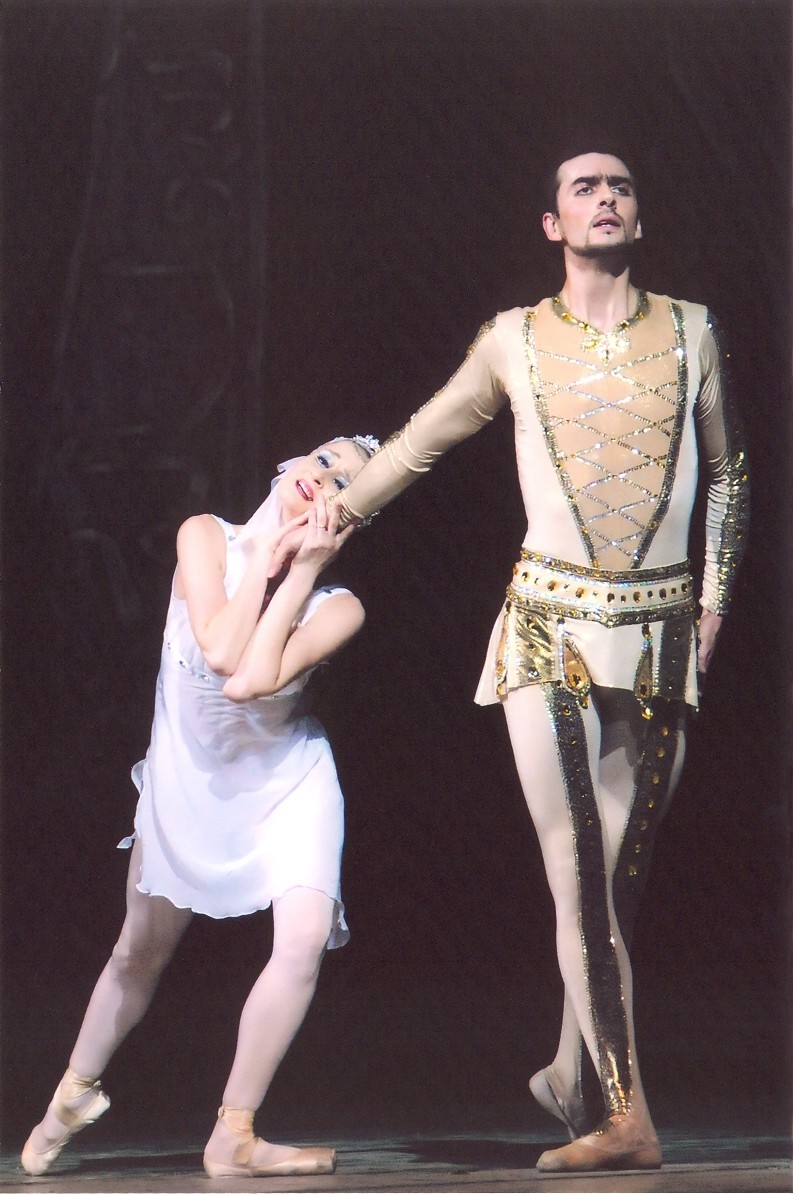
Eine Szene aus dem Ballett. Baku, 2010

Die sieben Schönheiten (aserbaidschanisch Yeddi gözəl) ist ein 1952 entstandenes Ballett in vier Bildern von dem aserbaidschanischen Komponisten Qara Qarayev (Musik), von Ismail Hidayetzade, Yuri Slominski, Sabit Rahman (alle Libretto) und Petr Gusev (Choreographie) nach Motiven von Nezami Gandschawis Gedicht Sieben Schönheiten. Die Ausstattung besorgte Anwar Almaszade und Fedor Gusak. Uraufgeführt wurde das Werk am 7. November 1952 am Aserbaidschanischen Staatlichen Akademischen Opern- und Balletthaus in Baku mit Gamar Almaszade und Yuri Kuznetsov in den Hauptrollen. 1960 wurde das Ballett an der Staatsoper Prag aufgeführt.